# Šterna
Pour l’article homonyme, voir Sterna.
Šterna (en italien : Sterna) est une localité de Croatie située en Istrie, dans la municipalité de Grožnjan, dans le comitat d'Istrie. En 2001, la localité comptait 79 habitants.

## Démographie
| 1948 | 1953 | 1961 | 1971 | 1981 | 1991 | 2001 |
| ---- | ---- | ---- | ---- | ---- | ---- | ---- |
| 290  | 263  | 118  | 75   | 59   | 52   | 79   |